# Réserve spéciale de Bemarivo
Le réserve spéciale de Bemarivo est une réserve naturelle dans la région Melaky à Madagascar.

## Géographie
Elle se situe à 5 km de la côte du canal du Mozambique et s'étend sur 11 570 hectares.

### Accès
Par la route nationale 1 reliant Antananarivo - Tsiroanomandidy à Besalampy. La réserve se situe à 12 km de cette ville.

## Faune
La réserve abrite 73 espèces d’oiseaux, 20 espèces de reptiles et 15 espèces de mammifères, dont six espèces de lémuriens.

## Flore
184 espèces de plantes sont recensées dans la réserve.